# تپه بید سرخ ۲
تپه بید سرخ ۲ مربوط به دوران پیش از تاریخ ایران باستان است و در شهرستان صحنه، بزرگراه کربلا، محورصحنه کرمانشاه واقع شده و این اثر در تاریخ ۲ شهریور ۱۳۷۸ با شمارهٔ ثبت ۲۴۱۳ به‌عنوان یکی از آثار ملی ایران به ثبت رسیده است.